# 秘められた好奇心/テーブルの下の誘惑
『秘められた好奇心/テーブルの下の誘惑』（ひめられたこうきしん テーブルのしたのゆうわく、Peccati in famiglia,米題：Scandal in the Family）は、1975年のイタリアのエロティックドラマ映画。ミケーレ・プラチド、シモネッタ・ステファネッリ出演。日本では『秘められた好奇心/柔肌に燃える愛の罠』というタイトルでテレビ放送された。

## キャスト
| 役名           | 俳優                       | 日本語吹替 |
| -------------- | -------------------------- | ---------- |
| マイロ         | ミケーレ・プラチド         | 江原正士   |
| ドリス         | シモネッタ・ステファネッリ |            |
| フランチェスカ | ジェニー・タンブリ         | 井上喜久子 |
| ピエラ         | ジュリエット・メニエル     |            |
| アルマンド     | ガストン・ ペスクッチ      |            |
| カルロ         | レンツォ・モンタニャーニ   | 緒方賢一   |

- 日本語吹替：初回放送1992年10月22日 テレビ東京 『木曜洋画劇場』版

## スタッフ
- 監督・原案：ブルーノ・ガブッロ（英語版）
- 脚本：リアネーラ・カレル、カルロ・ロマーノ
- 製作：エドモンド・アマティ
- 撮影監督：アリスティデ・マッサチェージ
- プロダクションデザイナー：エンニオ・ミケットーニ
- 編集：ヴィンチェンツォ・トマッシ
- 衣裳デザイン：アントニオ・ランダッチョ
- 音楽：グイド・デ・アンジェリス、マウリツィオ・デ・アンジェリス
- 吹替翻訳：山田ユキ
- 吹替演出：藤山房伸
- 吹替調整：南部満治、大橋勝次、河合直
- 吹替製作：ザック・プロモーション
- 吹替プロデューサー：柳川雅彦、遠藤幸子